# Österfärnebo församling
Österfärnebo församling var en församling i Uppsala stift inom Svenska kyrkan i Sandvikens kommun. Församlingen uppgick 2010 i Årsunda-Österfärnebo församling.
Församlingskyrkan var Österfärnebo kyrka.
År 2006 fanns inom församlingsområdet 1 408 invånare.

## Administrativ historik
Församlingen har medeltida ursprung.
Församlingen utgjorde till 1994 ett eget pastorat för att från 1994 till 2010 vara en församling i Årsunda-Österfärnebo pastorat.
Församlingen uppgick 2010 i Årsunda-Österfärnebo församling.
Församlingskod var 218105.